# KTAS 100 års jubilæum
KTAS 100 års jubilæum er en dansk dokumentarfilm fra 1981, der er instrueret af Hans Christensen.

## Handling
Denne artikel mangler et handlingsreferat. Hjælp os med at skrive det.